# (73193) 2002 JQ5
(73193) 2002 JQ5 – planetoida z pasa głównego asteroid okrążająca Słońce w ciągu 4,14 lat w średniej odległości 2,58 j.a. Odkryta 5 maja 2002 roku.